# Madouba (département)
Pour le village chef-lieu (rattaché au village de Touba), voir Madouba.
Madouba est un département et une commune rurale de la province de la Kossi, situé dans la région de la Boucle du Mouhoun au Burkina Faso.
Le département comptait 6 590 habitants estimés en 2003, 6 596 habitants en 2006. et 10 150 en 2019.

## Villages
Le département et la commune rurale de Madouba est administrativement composé de huit villages, dont le village chef-lieu homonyme (données de population consolidées issues du recensement général de 2006) :
- Bankoumani (770 habitants)
- Bokuy (ou Bouakuy) (541 habitants)
- Dina (345 habitants)
- Kiko (374 habitants)
- Kolokan (1 509 habitants)
- Pia-II (999 habitants)
- Poro (802 habitants)
- Touba (1 256 habitants)
  - Madouba (?habitants), siège du chef-lieu, rattaché à Touba
  - Yourouna (?habitants), rattaché à Touba